# Tell Me What You See
Pistes de Help!
You Like Me Too Much I've Just Seen a Face
Tell Me What You See est une chanson des Beatles créditée Lennon/McCartney, mais composée uniquement par Paul McCartney, qui la juge avec le recul assez faible. Elle s'inscrit cependant dans la période que traverse le groupe, marquée par l'apparition de nouveaux instruments, et l'expérimentation de nouveaux genres.
Enregistrée en février 1965 en vue du film Help!, elle est finalement rejetée mais apparaît en face B de l'album du même nom sorti au mois d'août 1965 au Royaume-Uni. Aux États-Unis, elle paraît pour sa part sur Beatles VI en juin de la même année.

## Genèse
Tell Me What You See est une composition de Paul McCartney, qui n'y attache pas une grande importance. Dans les années 1990, il confie en effet à Barry Miles : « Je crois me souvenir qu'elle est de moi... Pas franchement mémorable. » McCarney l'a composée en vue du film Help!, mais le réalisateur Richard Lester l'a refusée. Par ailleurs, le journaliste Tim Riley la classe parmi les chansons les plus faibles de l'album du même nom et la considère comme un brouillon d'une chanson plus avancée : I'm Looking Through You.
Dans cette chanson, McCartney invite une jeune femme à lui ouvrir son cœur en toute confiance. Il ajoute que si elle ne le croit pas, il suffit qu'elle regarde dans ses yeux et lui dise ce qu'elle y voit.

## Enregistrement
Tell Me What You See est enregistrée le jeudi 18 février 1965 dans les studios EMI de Londres au cours d'une semaine intensive pour les Beatles qui travaillent aux chansons potentielles pour la bande originale de leur film Help! dont le tournage doit commencer. Cette journée se montre particulièrement chargée puisque le groupe surveille le mixage de plusieurs pistes, et met en boîte deux premières chansons, You've Got to Hide Your Love Away et If You've Got Trouble (finalement abandonnée). Le travail sur la chanson de McCartney commence en début de soirée.

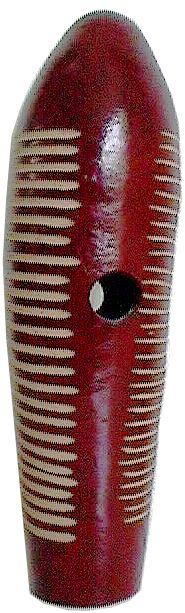
Un güiro est utilisé sur Tell Me What You See.

La chanson est caractéristique de la période que traverse le groupe qui s'éloigne progressivement des rocks basiques de ses débuts et multiplie les instruments. Outre les classiques guitares, McCartney s'installe devant un piano électrique, tandis qu'à la batterie se superpose un instrument à percussion latin, le güiro. Quatre prises sont nécessaires pour que le groupe soit satisfait.
Les Beatles devant partir aux Bahamas avec les cassettes de chansons à faire sélectionner par le réalisateur Richard Lester, une version mono est préparée par George Martin le 20 février (la chanson fait finalement partie de celles qui sont refusées pour le film). Le mixage stéréo est réalisé le 23 en l'absence du producteur.

## Interprètes
- Paul McCartney : chant, guitare basse, piano électrique, güiro
- John Lennon : chant, guitare rythmique
- George Harrison : guitare solo
- Ringo Starr : batterie, claves, tambourin

## Parution
N'étant pas présente sur le film, Tell Me What You See apparaît en face B de l'album Help! au Royaume-Uni, le 6 août 1965. Aux États-Unis, l'album ne comprend que la bande-originale. La chanson est donc déplacée sur l'album Beatles VI, publié le 14 juin 1965. Elle sera plus tard incluse dans la compilation Love Songs publiée le 21 octobre 1977.
Les reprises de cette chanson sont rares, et particulièrement anecdotiques. L'une d'entre elles est une version orchestrale de George Martin.

### Publication en France
La chanson arrive en France en octobre 1965 sur la face A d'un 45 tours EP (« super 45 tours ») ; elle est accompagnée  de It's Only Love. Sur la face B figurent Act Naturally et I've Just Seen a Face. La pochette est illustrée d'une photo prise lors d'une séance au studio Farringdon à Londres par les photographes britanniques Bill Francis et Robert Whitaker (en). Celle-ci est l'œuvre de ce dernier . Des clichés pris lors de cette journée ont servi aux pochettes des albums américains Beatles '65 et Beatles VI.